# Michel Lambert

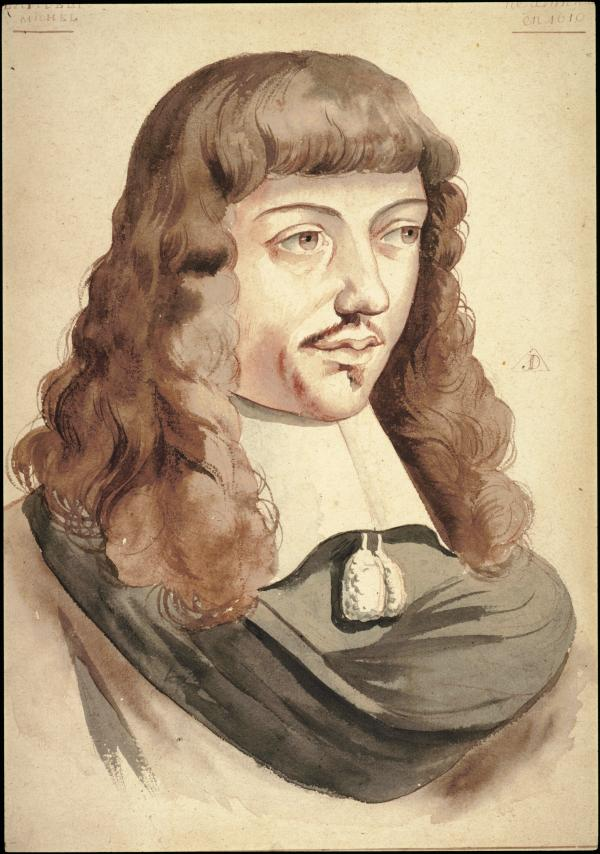
Michel Lambert

Michel Lambert (* 1610 in Champigny-sur-Veude; † 29. Juni 1696 in Paris) war ein französischer Sänger und Komponist.

## Leben
Seine gesanglichen Fähigkeiten wurden bereits in seiner Zeit als Chorknabe in der Kapelle des Herzogs Gaston d’Orléans erkannt. Lambert ging nach Paris, wurde dort vom ersten Kammerdiener des Königs, Pierre de Nyert (1597–1682) zum Sänger ausgebildet und war ab 1636 selber als Sänger und Gesangslehrer tätig. Lambert stand unter dem Mäzenat einflussreicher Personen, etwa dem Herzog von Orléans und dessen Tochter Mademoiselle de Montpensier, dem Kardinal Richelieu oder dem Bischof von Lisieux, außerdem bewegte er sich in den Kreisen der Marquise de Rambouillet.
1640 heiratete er die Sängerin Gabrielle Dupuy. Ihre gemeinsame Tochter wurde die Ehefrau von Jean-Baptiste Lully. Nach der Heirat war Lamberts Laufbahn eng verknüpft mit der seiner Schwägerin, der damals berühmten Sängerin Hilaire Dupuy (1625–1709). Ab 1656 ist sein Ruf als Komponist gefestigt, seine Werke erscheinen regelmäßig in den Sammlungen des Musikverlegers Ballard.
Ab 1661 war er in Nachfolge von Jean de Cambefort Maitre de Musique de Chambre du Roi von König Ludwigs XIV. 1670 stieg er zum Kapellmeister auf, indessen war sein Schwiegersohn Lully Superintendent der königlichen Musik. In dieser Periode war Lambert mit der Ausbildung der Pagen der königlichen Kapelle und mit der Leitung der Probearbeit für die Chorsänger betraut.

## Werke (Auswahl)
Lambert hat etliche Sammlungen von Airs de cour komponiert, erhalten sind jedoch nur wenige. Mit diesen Kompositionen trug er viel zur Weiterentwicklung der französischen Arie bei. Lamberts airs sind elegant und graziös und folgen der französischen Deklamation, trotz Melismen in doubles bleibt die ursprüngliche melodische Gestalt erhalten.
- Les Airs du Sieur Lambert, Paris, Charles de Sercy (1658)
- Les airs de Monsieur Lambert, 19 airs avec doubles, für 2 Singstimmen und B.c. (Paris 1660)
- 60 Airs, für 1 bis 5 Singstimmen, 2 Instrumenten und B.c. (Paris, 1689)
- Airs de Monsieur Lambert non Imprimez, Manuskript, (Paris um 1692)
- Pièces en trio pour les violons, flûtes ou hautbois, (Amsterdam, Estienne Roger 1700)
- 75 Airs de Monsieur Lambert (Manuskript) (50 avec doubles), für eine Singstimme und B.c., um 1710
- Leçons de ténèbres pour la semaine sainte (Trauermusik für die Karwoche) für eine Singstimme und B.c. 1689 (Manuskript)
- Miserere mei Deus, für 2-3 Singstimmen und B.c. (Manuskript)